# Rohda Raalte
Rohda Raalte is een Nederlandse amateurvoetbalvereniging uit de plaats Raalte in de gelijknamige gemeente in de provincie Overijssel. De clubkleuren zijn rood en geel.

## Algemeen
De vereniging telt meer dan 1.500 leden, verdeeld over 94 teams (22 senioren-, 23 futsal-, 17 junioren- en 32 pupillenteams), en behoort daarmee tot de vijf grootste voetbalverenigingen van Nederland.
De spelers van Rohda Raalte spelen in een geel shirt, rood broekje en rode kousen met gele strepen. Rood en geel zijn tevens de clubkleuren van de vereniging.
Accommodatie
Rohda speelt op het oude sportpark Tijenraan.  De accommodatie, met 450 overdekte zitplaatsen en ruim 1.500 overdekte staanplaatsen, biedt in totaal plaats aan 5.000 toeschouwers.

## Standaardelftal
Het standaardelftal speelt in het seizoen 2025/26 in de Derde divisie A.

### KNVB beker
In het seizoen 2004/05 zorgde het eerste elftal van Rohda Raalte in de eerste ronde van het toernooi om de KNVB beker voor een verrassing, door Jong Ajax te verslaan (2-1). In de tweede ronde speelde Rohda Raalte tegen ADO '20 uit Heemskerk. De bekerwedstrijd werd kort voor tijd gestaakt wegens het uitvallen van de lichtinstallatie. De stand was 3-0 en Rohda Raalte vond het niet meer de moeite waard om voor vijf minuten nog naar Heemskerk af te reizen, waardoor ADO'20 de volgende ronde bereikte.
Dit schema laat de resultaten zien van Rohda tegen profclubs in de KNVB Beker.
| Seizoen | Ronde     | Wedstrijd                | Uitslag           |
| ------- | --------- | ------------------------ | ----------------- |
| 1979/80 | 1e ronde  | SVV Schiedam - Rohda     | 1-1 (2-1 n.s.)    |
| 1980/81 | 1e ronde  | Rohda - EVV Eindhoven    | 1-1 (5-3 n.s.)    |
| 1980/81 | 2e ronde  | Go Ahead Eagles - Rohda  | 9-3               |
| 1982/83 | voorronde | RKC Waalwijk - Rohda     | 1-4 n.v.          |
| 1982/83 | 1e ronde  | FC VVV - Rohda           | 4-0               |
| 1983/84 | 1e ronde  | Rohda - Sparta Rotterdam | 2-11              |
| 1984/85 | 1e ronde  | Rohda - FC Volendam      | 0-0 (T) / 0-2 (U) |
| 1987/88 | 1e ronde  | Rohda - SC Cambuur       | 1-2               |
| 1988/89 | 1e ronde  | Rohda - FC Den Haag      | 1-1 (4-5 n.s.)    |

### Erelijst
Algemeen landskampioenschap amateurs
Kampioen in 1979
Algemeen zondagkampioenschap
Kampioen in 1979
Hoofdklasse (Zondag B)
Kampioen in 1979, 1980, 1982
Zondagbeker
Winnaar in 1977
Districtsbeker Oost (Zondagclubs)
Winnaar in 1977

### Competitieresultaten 1942–2023
| 3 4D |

| 6 4E |

| 3 4E |

|  |

| 2 4D |

| 6 4C |

| 9 4B |

| 3 4B |

| 5 4B |

| 5 4B |

| 2 4C |

| 6 4C |

| 1 4C |

| 5 3B |

| 4 3B |

| 2 3B |

| 5 3B |

| 10 3B |

| 6 3B |

| 4 3B |

| 8 3B |

| 7 3B |

| 8 3B |

| 11 3B |

| 1 4H |

| 4 3B |

| 1 3B |

| 1 2B |

| 11 1D |

| 5 2B |

| 10 2B |

| 4 2B |

| 1 2B |

| 8 1D |

| 1 1D |

| 11 B |

| 12 B |

| 1 B |

| 1 B |

| 2 B |

| 1 B |

| 3 B |

| 3 B |

| 2 B |

| 4 B |

| 3 B |

| 4 B |

| 13 B |

| 5 1D |

| 2 1D |

| 1 1D |

| 4 1D |

| 3 1D |

| 2 1C |

| 13 B |

| 4 1E |

| 3 1E |

| 1 1F |

| 13 C |

| 3 1E |

| 6 1E |

| 1 1E |

| 4 C |

| 9 C |

| 9 C |

| 12 C |

| 4 1E |

| 2 1E |

| 8 C |

| 6 C |

| 5 C |

| 3 C |

| 6 C |

| 3 C |

| 11 C |

| 5 1E |

| 3 1E |

| 3 1E |

| 3* 1E |

| -- 1E |

| 1 1E |

| 7 |

| 3 D |

| 12 A |

| Derde divisie | Vierde divisie | Eerste klasse | Tweede klasse | Derde klasse | Vierde klasse |

In elke staaf van de grafiek staat van boven naar beneden vermeld: 
- Eindnotering

Dit is de positie die de club heeft bereikt in de competitie, zonder eventuele beslissings-, play-off- of nacompetitiewedstrijden die nodig zijn geweest om bijvoorbeeld de kampioen van de competitie te bepalen.
Indien een * achter het getal staat is de notering een tussenstand en kan het zijn dat de notering niet overeenkomt met de uiteindelijke eindstand van de competitie.
Staat er een - dan is het seizoen nog bezig en is er geen definitieve uitslag bekend.
Staat er xx op de positie van de notering, dan heeft de club vroegtijdig de competitie verlaten. Dit kan onder andere komen door terugtrekking van het team, faillissement van de club of door een uitgedeelde straf van de KNVB. In veel gevallen staat elders in het artikel de reden vermeld.
Staat er een ? dan is het resultaat uit het verleden onbekend, en is alleen de competitie of het niveau bekend van dat seizoen.
In de seizoenen 2019/20 en 2020/21 werd wegens de coronacrisis het amateurvoetbal afgebroken. Daardoor kennen deze staven geen eindklassering (middels -- weergegeven).
- Competitieniveau en afdelingsletter of Officiële eindstand Eredivisie
  - Competitieniveau en afdelingsletter

Hierbij geeft het getal het niveau weer, dat ook terug te vinden is in de legenda. De letter is de afdelingsaanduiding en wordt gebruikt wanneer er meer afdelingen zijn op hetzelfde niveau. De afdelingsletter is altijd een hoofdletter en wordt meestal zonder nummer gebruikt.
Voorbeeld: 2F is niveau 2e klasse competitie F.
Het competitieniveau en nummer wordt niet vermeld wanneer er slechts één competitie van dit niveau was.
  - Officiële eindstand Eredivisie (getal staat tussen haakjes vermeld)

Sinds de introductie van play-offwedstrijden voor Europees voetbal na afloop van de reguliere competitie in 2005/06, is de KNVB verplicht een eindstand van de Eredivisie door te geven aan de UEFA aan de hand van deze play-offwedstrijden.
Bij deze eindstand staan clubs die zich hebben gekwalificeerd voor Europees voetbal hoger dan clubs die zich niet wisten te kwalificeren. Indien er geen verschil was tussen de eindnotering en de officiële eindstand, staat dit getal niet vermeld.

- Onderafdeling

Hier staat afgekort de naam van de onderafdeling indien de club in dat jaar in een onderafdeling uitkwam. Tevens staat deze afkorting in de legenda en wordt gelinkt naar het artikel over deze onderafdeling. Deze afkorting wordt alleen vermeld wanneer de club in het verleden in verschillende onderafdelingen heeft gespeeld. Deze vermelding is in de staaf altijd in kleine letters. Deze onderafdelingen zijn na het seizoen 1995/96 afgeschaft. Heeft de club in slechts één onderafdeling gespeeld, dan is dit alleen terug te vinden in de legenda.
Onder de staaf staat het jaartal vermeld waarin het seizoen is afgesloten. 15 verwijst naar het seizoen 2014/15 of eventueel het seizoen 1914/15.
Wanneer een staaf leeg is, zijn deze gegevens niet bekend. Het kan ook zijn dat de club dat seizoen niet heeft meegespeeld op het hogere amateurniveau, vroegtijdig de competitie heeft verlaten of uit de competitie is gezet.

In het seizoen 1944/45 was er wegens de Tweede Wereldoorlog geen regulier competitievoetbal.

## Bekende (oud-)spelers
- Gerrit Jan Bartels
- Stijn Bultman
- Teije ten Den
- Herman Heskamp
- Leo Koopman
- Martin Koopman
- Gerard Marsman
- Nick Marsman
- Henry Meijerman
- Etiënne Reijnen
- Ignacio Tuhuteru
- Stef Walbeek
- Niels Wellenberg
- Leon ter Wielen

## Bekende (oud-)trainers
- Hans Alleman
- Henk van Brussel
- Martin Drent
- Leo Halle
- Art Langeler
- Leo Koopman
- Gerard Marsman
- Bas Paauwe (junior)
- Hennie Spijkerman
- Andries Ulderink
- Fritz Korbach